# Pseudoanthidium livingstonei
Pseudoanthidium livingstonei är en biart som först beskrevs av Cockerell 1936.  Pseudoanthidium livingstonei ingår i släktet Pseudoanthidium och familjen buksamlarbin. Inga underarter finns listade i Catalogue of Life.